# 寒水川
寒水川（しょうずがわ）は、佐賀県東部を流れる筑後川水系の一級河川である。延長約15キロメートル(km)。

## 概要
上流部には綾部川の呼称もあり、『疏導要書』（1834年）や『養父郡村誌』（1882年）にはこちらの名で記される。
みやき町北部の脊振山地にある七曲峠付近を源流とし、同町を南北に流れ、最下流の同町江口で本流と放水路に分流、放水路は南へ流れ通瀬川（づうせがわ）を合わせて筑後川に合流、本流は南西へ流れ開平江（かいたいえ）に合流、旧三根町域を流れて福岡県久留米市城島町下田付近で筑後川と合流する。
寒水川放水路は、江口で分流して河口から21 kmの地点で筑後川に合流するまでの約600メートル(m)の区間で、河川改修により2010年完成した。この開削と同時に合流点に建設された寒水川水門は幅17.2 m・高さ10.9 m・2連のローラーゲート水門で、洪水時に筑後川本流からの逆流を防止する役割をもつ。川幅は本流（旧流）より広く実質的な本流となっている。
通瀬川は筑後川合流点の直前で合流し合流点には通瀬川水門が設けられている。また通瀬川排水機場が寒水川水門の横に設けられており、通瀬川からの排水により寒水川の水量低減が図られる。
寒水川放水路への流れは堤防が連続する一方、河川管理指定上の本流で開平江に通じる旧流とは寒水川樋門に隔てられている。
開平江は蛇行していた筑後川の旧河道を南向きに流れる延長約2 kmの川筋で、一端は旧三根町江見で切通川と、もう一端は筑後川に通じる。下田の城館の堀だった部分が洪水の際に筑後川とつながり本流へと変わったと言われている。切通川（きりとおしがわ）の河口部（江見江）とともに下田・芦塚をぐるりと囲むような流路で、併せてこの付近では江見川や境川とも呼ばれていた。1935年（昭和10年）の筑後川洪水の後に開平江河口の水門拡築が行われている。筑後川合流点は下田大橋の上流で、開平江水門と寒水川排水機場がある。

## 流域の詳細

### 上流域

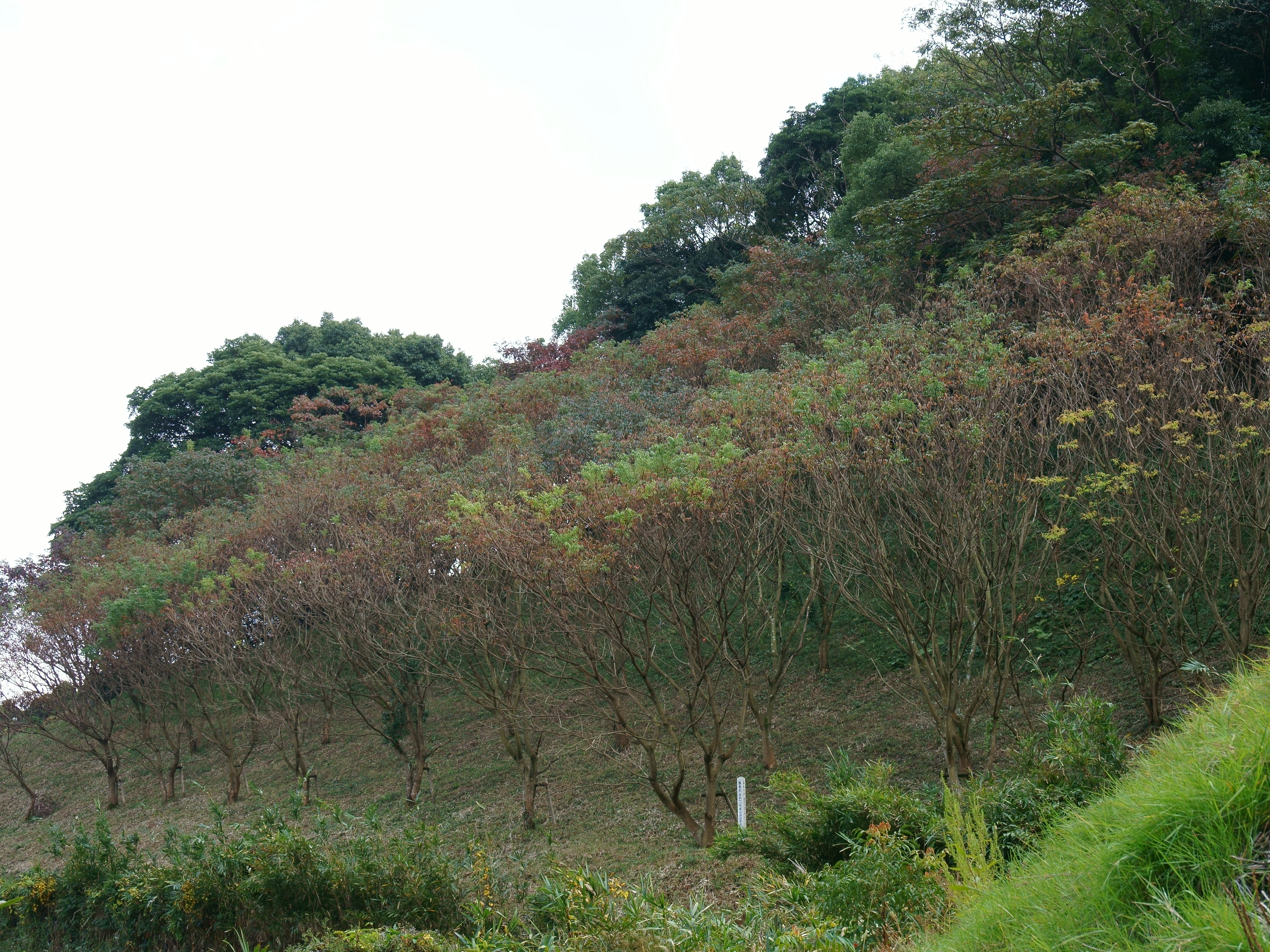
川に面した鷹取山のハゼノキ林

脊振山地の北西-南東方向の谷を流れる。流域は主に旧中原町の山田地区。渓流となっており、ヤマメやタカハヤなどが生息する。山田地区の寒水川流域には棚田が発達する。山田地区の「山田水辺公園」は、親水公園として整備されており、夏休みには県内外から多くの家族連れが水遊びにやってくる。トイレや更衣室も整備されているため、特に峠を越えた福岡市都市圏からの訪問客などから手軽な水遊びスポットとして人気があるようである。また、左岸側には秋に見ごろを迎える秋咲きのヒマワリ畑がある。
山田地区右岸の鷹取山麓では縄文土器の出土例があり、ほか製鉄遺物とみられる鉄滓も出土している。
土砂災害に見舞われることもあり、2021年の豪雨では大規模な土砂崩れが発生し、川をせき止めた。

### 中流域

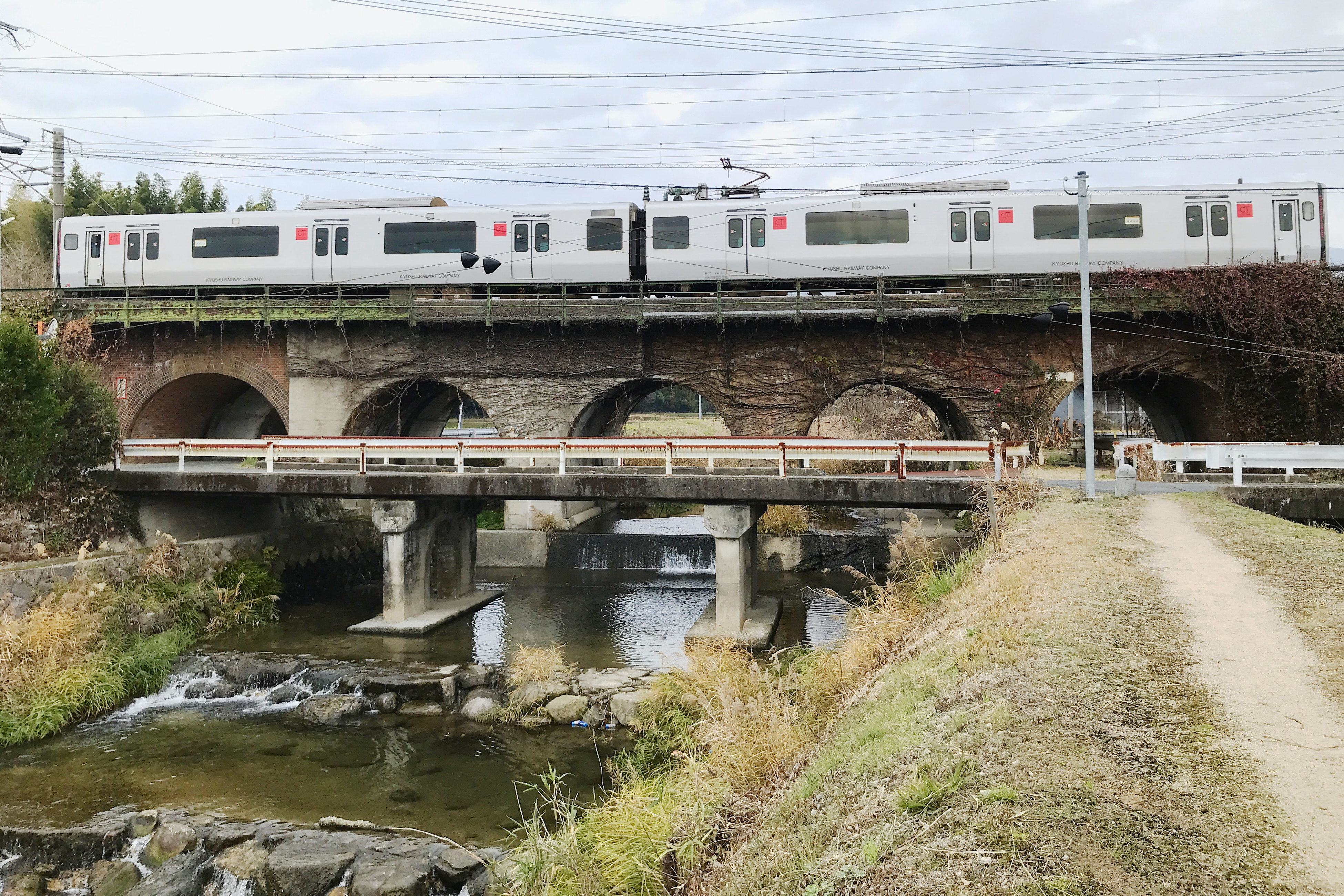
長崎本線が横断する中原5連橋梁

山田地区を抜け、旧中原町綾部地区に入る。川岸はコンクリート護岸されることが多くなり、ヨシが繁茂する。綾部地区には日本最古の天気予報を行ったとして有名な綾部神社が鎮座する。流域には水田が広がり、寒水川の水も農業用水として利用される。また、中流域では川沿いに多くのハゼノキが植えられ、秋には紅葉が美しい。このハゼは、江戸時代後期の藩政改革として昭和初期にかけてみやき町付近で発展した和ろうそく産業の原料として植えられたものといわれ、みやき町立中原小学校の校歌（3番）にも「秋は錦の櫨紅葉」とうたわれる。現在も中原駅北側には当時を伝えるレンガ造りのロウソク工場の煙突が残っている。
寒水川は簑原地区（東側）と原古賀地区（西側）の境界となりながら旧中原町内をゆっくりと流れる。JR長崎本線と交わるところでは、明治時代に建てられたといわれるレンガ積みのアーチ橋が残っている。鉄道の下をくぐり、国道34号と交差する。この付近では河岸段丘がよく発達し、右岸側の三養基高等学校は河岸段丘上に位置する。長崎街道もこの付近を通っており、佐賀の乱における「寒水川の戦い」はここを舞台として展開された。そのまま旧中原町を通り抜け、旧北茂安町に入る。
原古賀の寒水地区はかつて、流域の粘土を用いて焼いた「寒水ガラガラ」と呼ばれる土鈴の産地だった。この土鈴は英彦山神宮（福岡県）参詣の土産物「英彦山がらがら」の原型として古い歴史を持ち、文治2年（1186年）綾部城主奥平四郎太夫が神器を模して作らせたのが起源という云われがあって、実際に寒水でも英彦山でも類似した古い形式である猿形の土鈴が出土している。ここが産地となった背景に肥前では領主の英彦山信仰（彦山信仰）が篤かったことがある。信仰は庶民に広まり、盛んに代参講が行われその土産として英彦山がらがらを持ち帰って配り、各家で魔除けとすることが定着していた。なお、寒水での生産は途絶えており、唯一残っているのは福岡県内の1軒の窯元が継承する「英彦山がらがら」（同県知事指定の伝統工芸品）のみ。

### 下流域

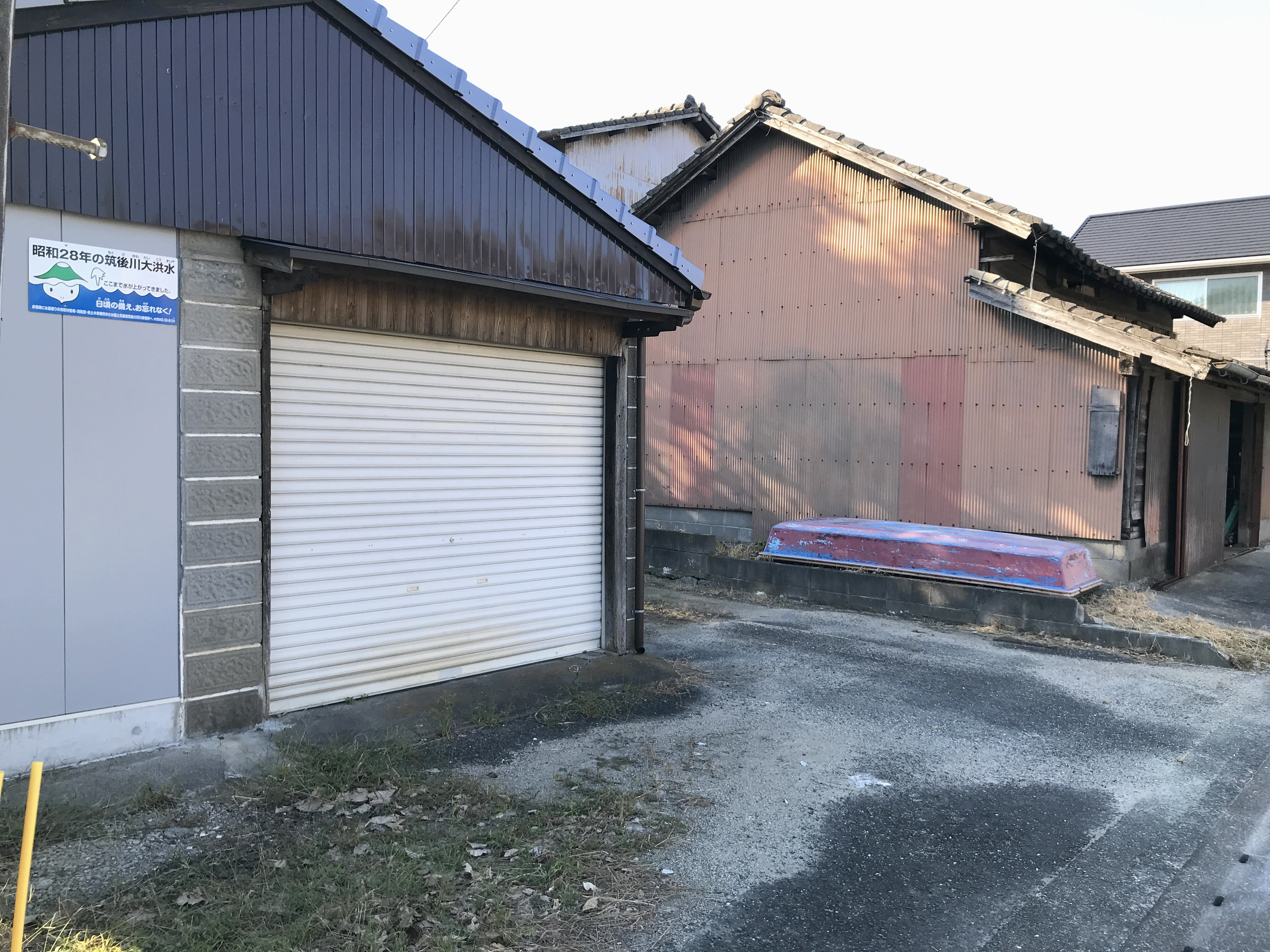
昭和28年の洪水位を示す表示（みやき町江口の江口集落）

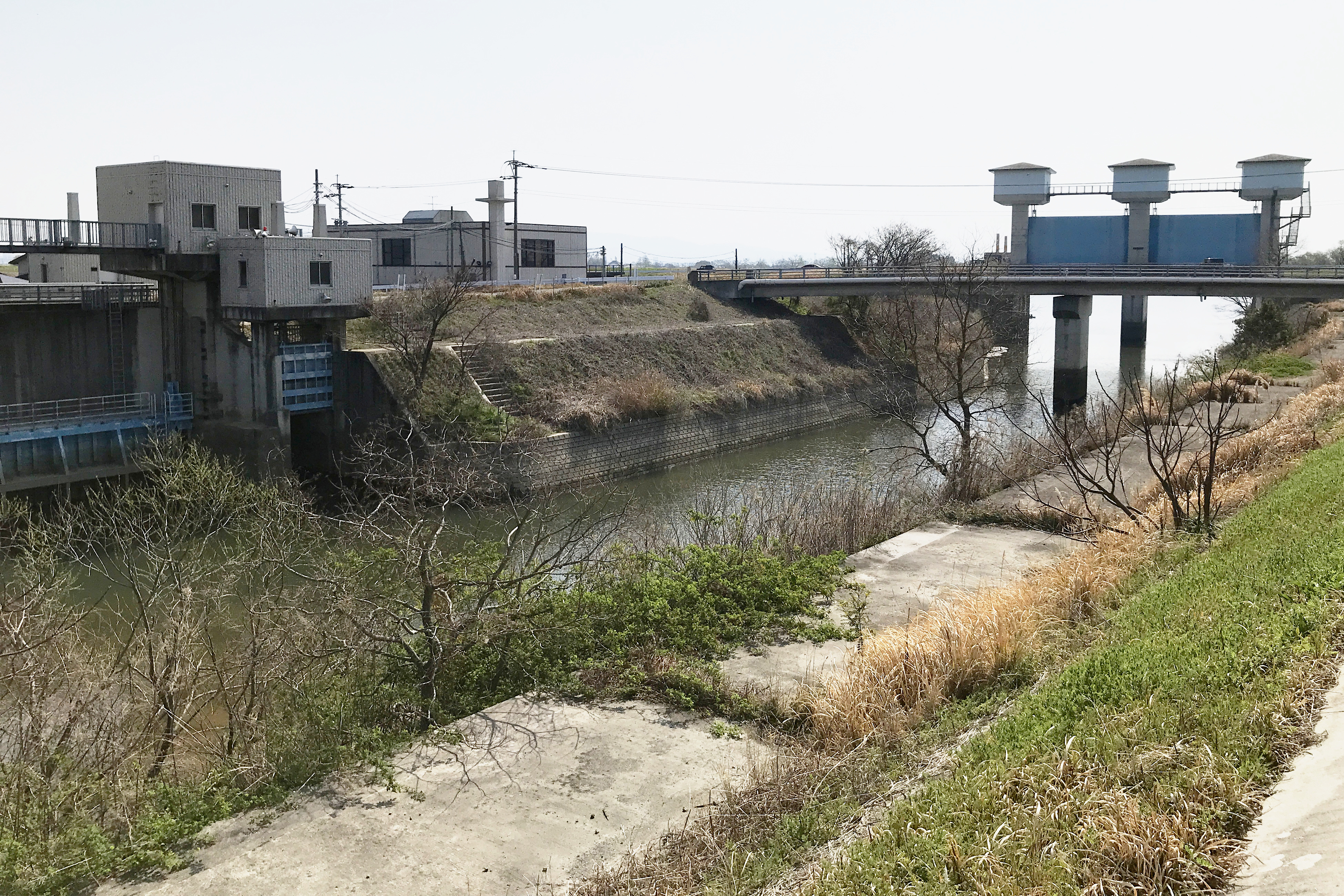
寒水川水門（右側）と通瀬川排水機場・通瀬川水門（左側）

国道34号を境に、クリークが発達し始める。旧北茂安町に入ると、寒水川は水田地帯のクリーク網の中を流れるようになる。みやき町東尾付近で支流、山ノ内川と合流し、佐賀平野の東端付近を通瀬川、切通川などと並行しながら南流する。こうした付近の河川とも、クリークを通して接続している。下流域では流れはほとんどなく、幾分かは筑後川から連続する感潮域となり、平坦な砂地の河床と川岸にヨシが繁茂する光景が続く。
この地域は筑後川下流域の洪水常襲地帯にあり、度々氾濫に見舞われてきた。1953年（昭和28年）の洪水（28水）では寒水川、通瀬川、切通川、井柳川の堤防が決壊、上流からの氾濫流が加わって一帯が広く浸水した。その後も水害があり、寒水川では2001年に決壊、2006年に越水が生じている。
筑後川流域では、昭和中期になって破堤氾濫のみならず内水氾濫が問題視されるようになり、1950年代から川沿いの各地に排水機場が続々と設置されてきた。その初期のものが1951年（昭和26年）に米国対日援助見返資金を用いた国の直轄事業で設けられた6つのポンプ場で、寒水川排水機場はその1つである。
河川整備計画では、筑後川合流点にて50年に1度程度の洪水に対応し、洪水時に最大160立方メートル毎秒(m3/s)の流量を確保するよう掘削や堤防の維持を行う目標が設定されている。この値は、従前の50 - 60 m3/sから寒水川放水路の開削や拡幅、排水機場の増設により増強されている。
佐賀平野東部では7河川を接続して洪水調節や利水を行う佐賀導水事業が展開されており、東佐賀導水路が寒水川を横断してはいるものの、寒水川はセミバック堤と寒水川水門を有するため接続対象外となっている。ただし、最下流で合流する通瀬川は接続対象である。

## 支流
- 山ノ内川[3]
- 通瀬川[3]